# Devin Ratray
Devin D. Ratray (Nueva York, 11 de enero de 1977) es un actor estadounidense. Es conocido por su papel de Buzz McAllister en Home Alone y su secuela, Home Alone 2: Lost in New York.

## Filmografía

### Cine y televisión
| Año       | Título                                           |
| --------- | ------------------------------------------------ |
| 1986      | Where Are the Children?                          |
| 1987      | If It's Tuesday, It Still Must Be Belgium        |
| 1988      | Good Old Boy: A Delta Boyhood                    |
| 1988      | Zits                                             |
| 1989      | Heartland                                        |
| 1989      | Little Monsters                                  |
| 1989      | Worth Winning                                    |
| 1990      | Home Alone                                       |
| 1991      | Perfect Harmony                                  |
| 1992      | Home Alone 2: Lost in New York                   |
| 1993      | Daniel el travieso                               |
| 2002      | Emergencias urbanas                              |
| 2004      | El príncipe y yo                                 |
| 2004      | Law & Order: Criminal Intent                     |
| 2006      | Conviction                                       |
| 1995-2006 | Law & Order                                      |
| 2006      | Slippery Slope                                   |
| 2007      | The Cake Eaters                                  |
| 2007      | Serial                                           |
| 2009      | Identidad sustituta                              |
| 2009      | Supernatural                                     |
| 2009      | Breaking Point                                   |
| 2009      | The 2 Bobs                                       |
| 2009      | The Superagent                                   |
| 2010      | Odd Jobs                                         |
| 2011      | La ley y el orden: Unidad de víctimas especiales |
| 2011      | Elevator                                         |
| 2012      | The Good Wife                                    |
| 2013      | Side Effects                                     |
| 2013      | Blue Ruin                                        |
| 2013      | R.I.P.D.                                         |
| 2013      | Person of Interest                               |
| 2013      | Nebraska                                         |
| 2014      | Construction                                     |
| 2015      | Masterminds                                      |
| 2017      | Mosaic                                           |
| 2019      | Russian Doll                                     |
| 2021      | Home Sweet Home Alone                            |
| 2022      | Better Call Saul                                 |
| Kimi      |                                                  |